# 交響曲第41番 (モーツァルト)

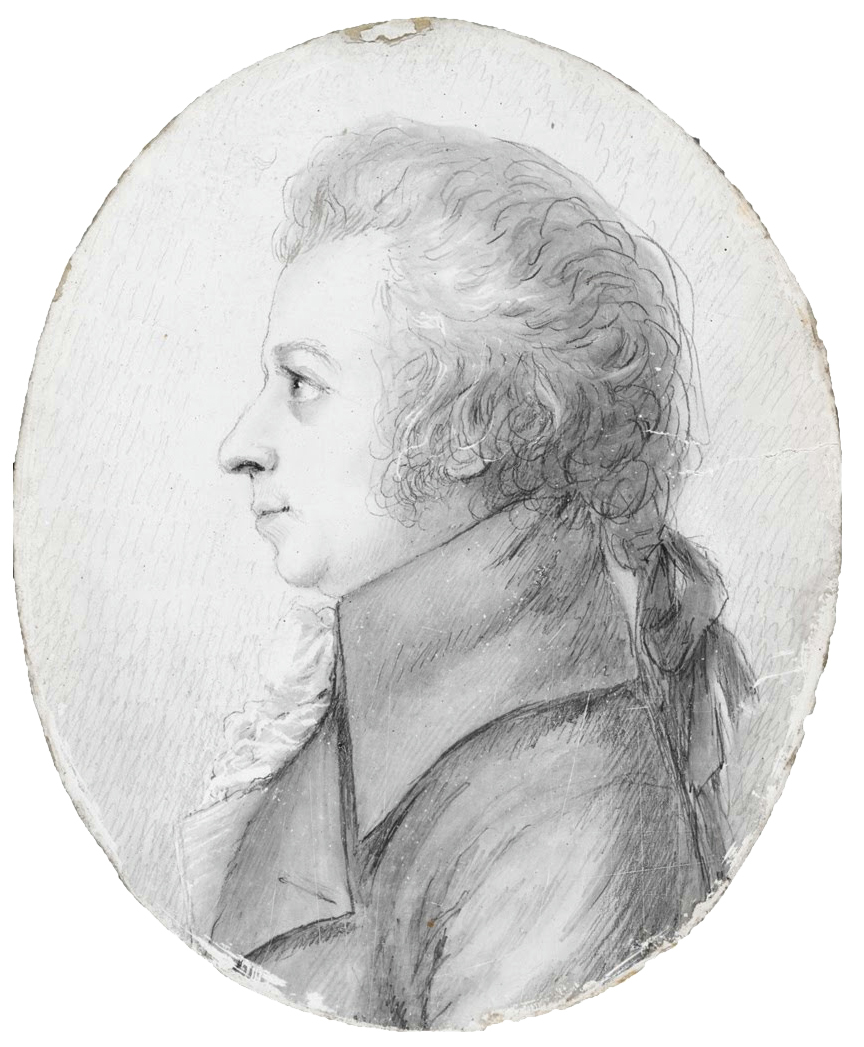
『交響曲第41番』完成翌年（1789年）のモーツァルト

交響曲第41番 ハ長調 K. 551 は、ヴォルフガング・アマデウス・モーツァルトが1788年に作曲した交響曲であり、最後の交響曲である。一般に『ジュピター』（Jupiter）の愛称で親しまれている。

## 概要
モーツァルト32歳の夏、1788年8月10日にウィーンで完成され、同年に作曲された『第39番 変ホ長調』（K. 543、6月26日完成）、『第40番 ト短調』（K. 550、7月25日完成）とともに「3大交響曲」と呼ばれる。他の2曲同様、作曲の目的や初演の日時は不明である。
モーツァルトを崇敬していたリヒャルト・シュトラウスは、1878年1月26日にルートヴィヒ・トゥイレに宛てた手紙において本作を「私が聴いた音楽の中で最も偉大なものである。終曲のフーガを聞いたとき、私は天国にいるかの思いがした」と称賛しており、1926年には自身の指揮で録音も行なっている。
自筆稿は現在ベルリン国立図書館にある。

### 愛称の由来
『ジュピター』（ドイツ語では『ユーピター』）という愛称はモーツァルト自身によるものではなく、本作のスケールの大きさ、輝かしく荘厳な曲想からローマ神話の最高神ユーピテル（ギリシア神話でいうゼウス）にちなんで付けられたものであり、標題的な意味合いはない。これは同時代のヨハン・ペーター・ザーロモン（1745年 - 1815年）が名付けたとヴィンセント・ノヴェロ（1781年 - 1861年）の『モーツァルト巡礼』（1855年）に紹介されており、またイギリスのタイムズ紙（1817年5月8日）には、翌5月9日にハノーヴァー・スクエア・ルームズで開催される演奏会の広告に "Grand Sinfonie (Jupiter), Mozart" と記載されていることから、19世紀半ばにはすでに広く知れ渡っていたと考えられる。また一説には、ヨハン・バプティスト・クラーマー（1771年 - 1858年）が自ら設立した出版社「J・B・クラーマー& Co.」で楽譜を出版する際に付けたともいわれており、伝えられるところによると、第1楽章冒頭の和音がクラーマーにユーピテルが落とす雷を連想させたからといわれる。
『ジュピター』という愛称が定着するまでは、ドイツ語で「最終フーガを伴った交響曲」といった意味の "Sinfonie mit der Schlussfuge" という愛称でも呼ばれていたが、こちらは現在では完全に廃れてしまっている（1937年に出版されたケッヘル目録の第3版では、副題として表記されている）。
また、日本ではごく稀に『木星』と訳している媒体もあるが、前述の通りあくまでもローマ神話の神にちなんで付けられたものであるため、明らかな誤訳である（これは『マーキュリー』（水星）の愛称で呼ばれるフランツ・ヨーゼフ・ハイドンの『交響曲第43番』も同様である）。

## 楽器編成
| 木管         | 木管 | 金管         | 金管         | 打         | 打       | 弦              | 弦 |
| ------------ | ---- | ------------ | ------------ | ---------- | -------- | --------------- | -- |
| フルート     | 1    | ホルン       | 2            | ティンパニ | ●        | 第1ヴァイオリン | ●  |
| オーボエ     | 2    | トランペット | 2            | 他         |          | 第2ヴァイオリン | ●  |
| クラリネット |      | 他           |              | 他         | ヴィオラ | ●               |    |
| ファゴット   | 2    | 他           | チェロ       | 他         | ●        |                 |    |
| 他           |      | 他           | コントラバス | 他         | ●        |                 |    |

## 曲の構成

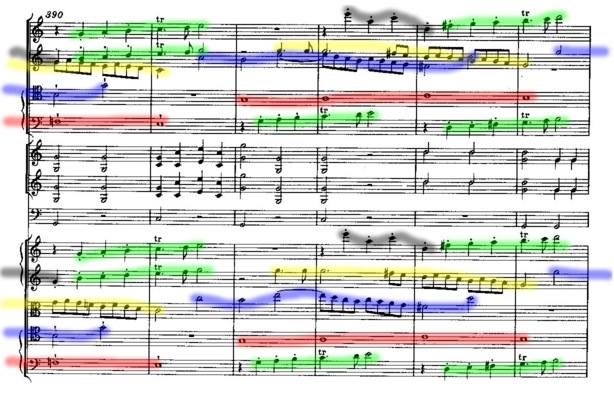
コーダの390–395小節。赤: 動機A, 黄: 動機C, 緑: 動機D1, 黒: 動機D2, 青: 動機E

全4楽章、演奏時間は約30～35分。
- 第1楽章 アレグロ・ヴィヴァーチェ
ハ長調、4分の4拍子、ソナタ形式。

終楽章と同様に、数々の動機を複雑に組み合わせた構成を採っている。序奏なしで、16分音符の3連符による音階の上昇を伴った力強いハ音の連打の動機と、伸びやかで優しい旋律的動機が組み合わされ、それが次にト音の連打で繰り返される第1主題で始まるが、この曲頭の置き方は、当時の聴衆がすでに「聴くための聴衆」であり、最初の1音を待ち構える習慣をもっていたことを証拠づける。そして9小節目から弾むようなファンファーレのリズムがこれを受け継ぎ、これらが混合、対位されながら進み、半音階の上昇を伴った柔らかな第2主題に至る。

第2主題は3つの主題群であり、主題Aは半音階的上行と全音階的下行の対比で構成され、その後に第1主題の旋律が現れた後に七の和音で中断され、突如ハ短調の荒々しい主題Bが現れる。しかし、この主題Bは8小節ほどで終わり、途切れることなく主題Cへと続いていく。

主題Cの旋律がまたもや七の和音で急に途切れると、本作の2か月前に自身が書いたアリエッタ『御手に口づけ』（K. 541）を引用した、モーツァルトならではの無邪気な終結主題が現われ、提示部を終える。
展開部の前半は、最後に現われた終結主題を引き継いだ楽想が短調で展開されるが、後半は第1主題冒頭の動機が展開され、そのまま再現部を導く。再現部は短調で再現される部分もあるがほぼ型どおりに進み、短いコーダがついて終わる。

- 第2楽章 アンダンテ・カンタービレ
ヘ長調、4分の3拍子、ソナタ形式[8]。

歌謡風の旋律で、コロラトゥーラを思わせる装飾音形がある静かな緩徐楽章であり、ヨハン・セバスティアン・バッハの鍵盤楽器のための組曲にも見られるようなフランス風のサラバンドである[9]。また、モーツァルトの交響曲のうち、緩徐楽章の速度標語に「カンタービレ」という言葉が使われたのは本作のみである。
展開部は15小節ほどの短さで、先の不安定な経過句で始まり、断片のやりとりが少しあった後に再現部に突入するため、転調の効果をもった接続部のような感じである、また、コーダでは第1主題が現れる。
また、この楽章では弦楽器は弱音器が付けられ、ティンパニとトランペットは休みとなる。

- 第3楽章 メヌエット：アレグレット - トリオ
ハ長調、4分の3拍子、複合三部形式。

ゆるやかに下降する主題で始まる優美なメヌエット。

トリオの後半では、第4楽章のジュピター音型がイ短調で「ソ# - ラ - ド - シ」という形で先取りされる。

- 第4楽章 モルト・アレグロ
ハ長調、2分の2拍子（アラ・ブレーヴェ）、ソナタ形式。
コーダの390–395小節。赤: 動機A, 黄: 動機C, 緑: 動機D1, 黒: 動機D2, 青: 動機E

高度で複雑なフガートの技法が用いられ、通称「ジュピター音型」と呼ばれる「ド - レ - ファ - ミ」の動機Aで始まる第1主題はこのジュピター音型のほか、続く5小節からの動機Bと、19小節からのファンファーレ風の始まりオクターヴを駆け下りる動機Cの3つの動機を持っている。第1主題提示のあと、36小節からジュピター音型（動機A）によるフガートが進み、56小節から音階を6度上昇する動機D1、跳躍する動機D2が現われる。74小節からの第2主題部は動機Eで始まり動機Cを伴った柔らかなものだが、動機D1が入ってきて力強く盛り上がる。提示部終結部は動機Bで力強く進み、動機Cの上行形も現れて締め括る。
展開部は動機Aで始まり動機Cが加わり、主に動機Cが展開される。225小節からの再現部では動機Aが移調しながら繰り返されて緊張を増すが、提示部にあったフガート部分は存在せず、第2主題へ進みその後は型どおり再現される。
コーダでは、第2主題も参加したすべての動機が充実した対位法で登場したあと、第1主題が堂々と現われ、華やかに全曲を閉じる。
なお、同じ調性であることや終楽章にフガートを用いるという共通点から、音楽学者はミヒャエル・ハイドン（フランツ・ヨーゼフ・ハイドンの弟）の『交響曲第28番 ハ長調』と『交響曲第39番 ハ長調』からの影響を指摘しており、特にH.C.ロビンス・ランドンは、モーツァルトが父レオポルトに「ハイドンが書いた最新のフーガを送って欲しい」と頼んでいたことから、本作を作曲する際にミヒャエル・ハイドンの交響曲を熱心に研究していたのではないかと推測している。

## ジュピター音型
第4楽章で使われる「ジュピター音型」（C - D - F - E、ド・レ・ファ・ミの4音符）は、モーツァルトがたいへん好んだモチーフである。
8歳で作曲された『交響曲第1番 変ホ長調』（K. 16）の第2楽章をはじめ、次のようにさまざまな楽曲に使われているが、これは古くから多くの作曲家に使われていたモチーフでもある。
- 『交響曲（第55番）変ロ長調』（K. 45b） - 第1楽章
- 『ミサ・ブレヴィス ヘ長調』（K. 192） - 第3曲「クレド」
- 『ミサ曲 ハ長調《クレド・ミサ》』（K. 257） - 第4曲「サンクトゥス」
- 『交響曲第33番 変ロ長調』（K. 319） - 第1楽章
- 『3つのバセットホルンのための5つのディヴェルティメント』（K. 439b） - 第4番 第1楽章
- 『ヴァイオリンソナタ第24番（旧第33番） 変ホ長調』（K. 481） - 第1楽章

また余談であるが、ヨハネス・ブラームスの4つの交響曲の調性を番号順に並べると、同じ「ハ・ニ・ヘ・ホ (c - D - F - e)」となる他、ブラームスの恩師であるロベルト・シューマンの4つの交響曲の調性を番号順に並べた場合も「変ロ・ハ・変ホ・ニ (B - C - Es - d)」と、変ロ長調でこの音型になることが知られている。